# Дреновица
Дреновица је насељено место у општини Петрич у области Благоевград, Бугарска. Према попису из 2021. године било је 8 становника.
Према бугарском географу и историчару, Василу Канчову, у Дреновици је 1900. године живело 200 Словена хришћана.